# Satyricon (groupe)
Pour les articles homonymes, voir Satyricon (homonymie).

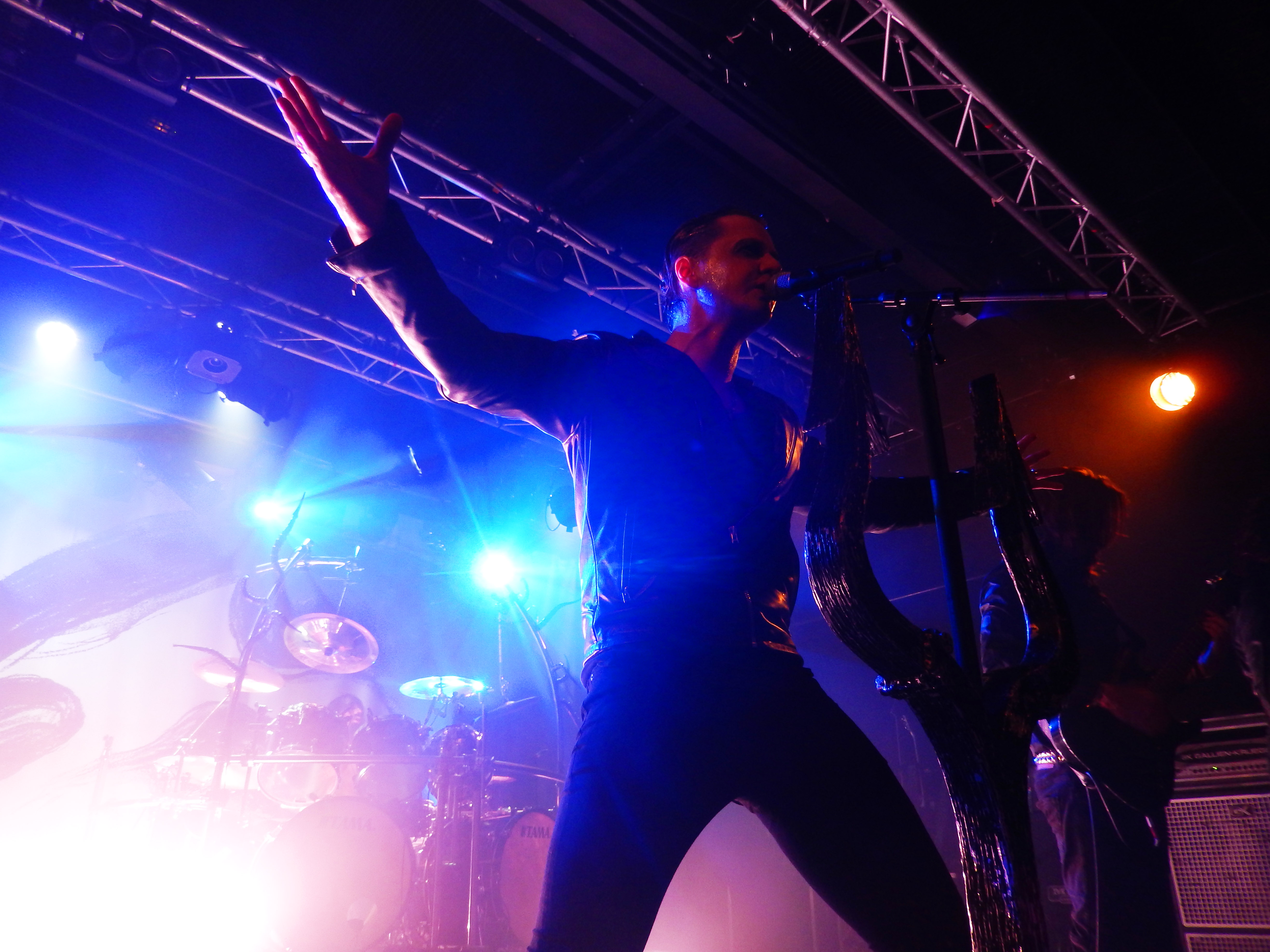
Satyricon à Nantes (Rezé) en octobre 2017.

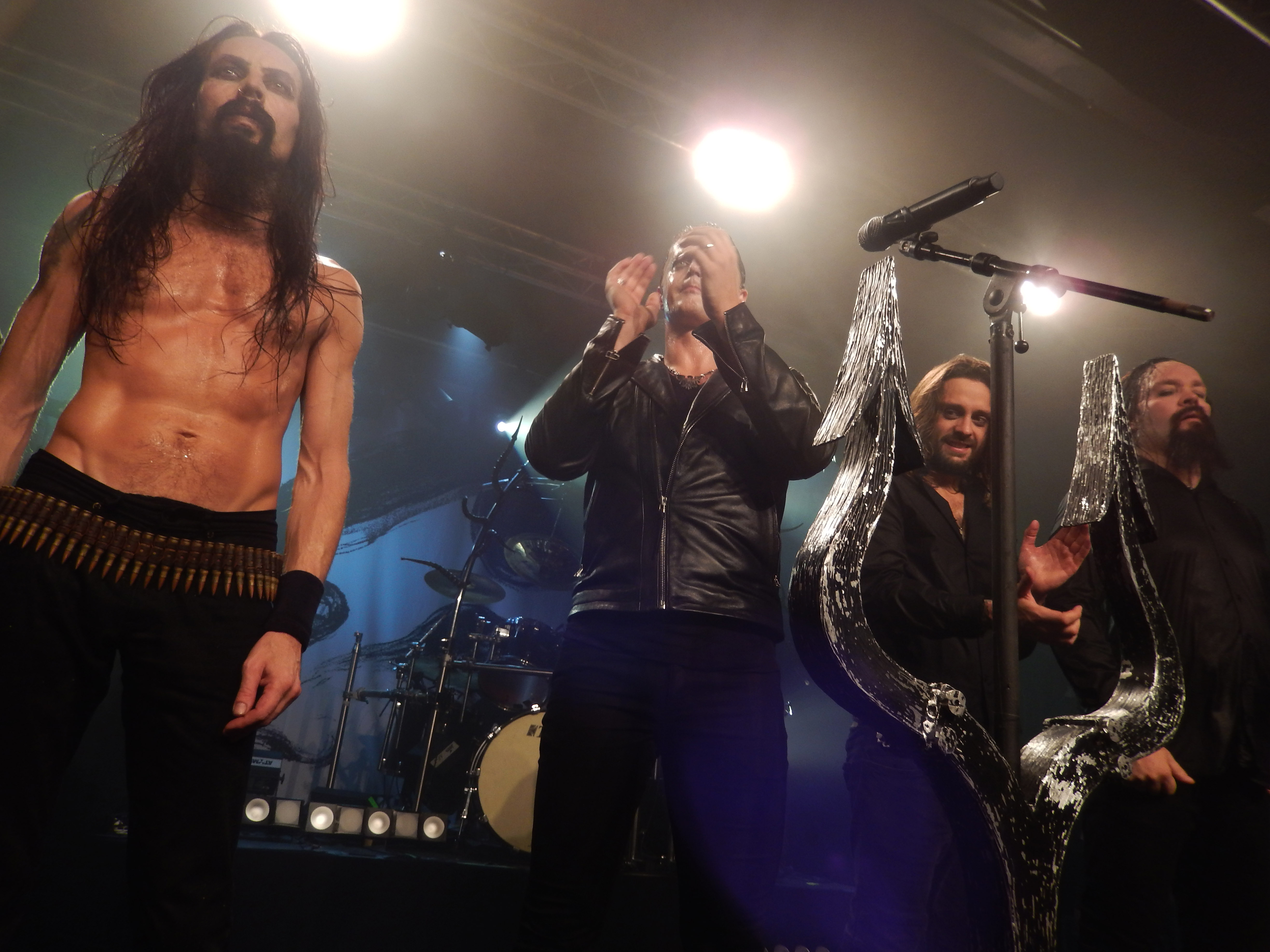
Satyricon à Nantes en octobre 2017.

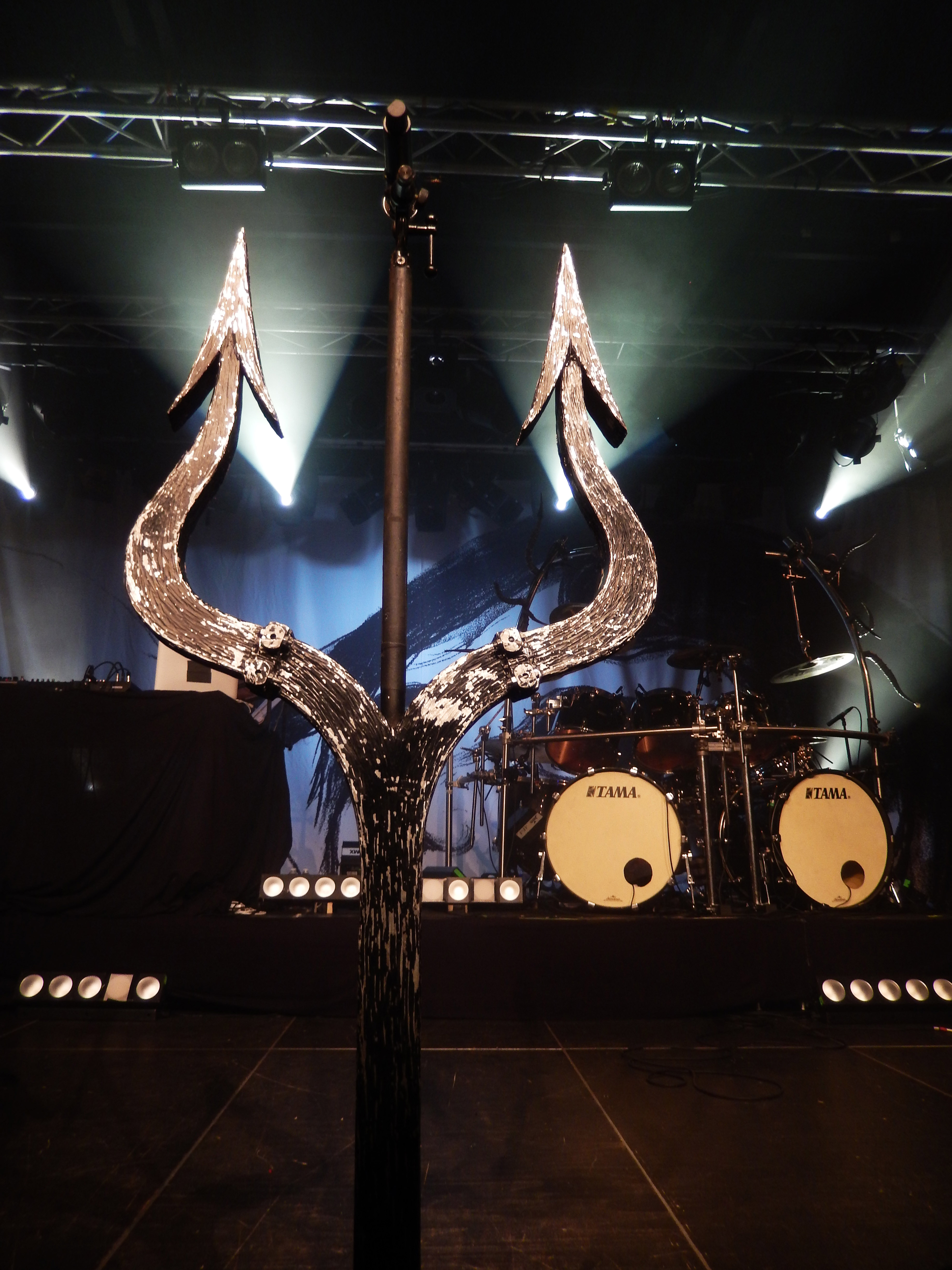
Satyricon (Stage) à Nantes (Rezé) en octobre 2017.

Satyricon est un groupe de black metal norvégien, originaire d'Oslo. Composé de Satyr et Frost, le groupe est formé en 1991. En 1993, Satyricon publie son premier album studio, intitulé Dark Medieval Times.
Le groupe est considéré par la presse spécialisée comme l'un des pionniers du mouvement black metal norvégien ayant émergé au début des années 1990. Les membres ont travaillé pour d'autres groupes tels que Darkthrone ou Gorgoroth.

## Biographie

### Débuts (1990–1995)
Satyricon est initialement formé au début de l'année 1990 sous le nom d'Eczema, par le bassiste Wargod et le batteur Exhurtum. Sa renommée est grande parmi les amateurs de black metal, car il est facile d'accès à l'écoute, parce qu'il a conçu des albums d'anthologie et parce qu'il est écouté par toutes les générations d'auditeurs. En 1991, le groupe change son nom, Eczema, en Satyricon.
Après deux démos, Satyricon pose en 1993, sur son propre label Moonfog Productions, le premier album de la formation, Dark Medieval Times. Celui-ci est influencé par des thèmes médiévaux, comme son nom l'indique. Cet album, illustrant la fascination du groupe à l'égard du Moyen Âge, intègre la guitare acoustique et les synthétiseurs (flûtes, chœurs...) au black metal norvégien. Ce sont d'ailleurs les premiers à faire ce mélange. L'album est acclamé pour sa beauté folklorique autant que sa brutalité, ainsi que son souffle « moderne ». Satyr, la force motrice du groupe, n'a que 17 ans lorsque l'album est enregistré, lui qui a tout composé et joué, hormis la batterie, interprétée par son ami Frost.
Leur album suivant, The Shadowthrone (1994), est similaire au premier, en étant toutefois mieux produit et plus évolué. Les guitares acoustiques sont toujours présentes, les claviers plus homogènes et un morceau entièrement composé aux claviers clôt l'album. À noter que Samoth du groupe Emperor participe à cet album en tant que bassiste. L'année d'après, Satyr et Frost sortirent la démo The forest is my Throne en format split avec celle du groupe norvégien Enslaved, nommée Yggdrasil.

### Nemesis Divina(1996–2001)

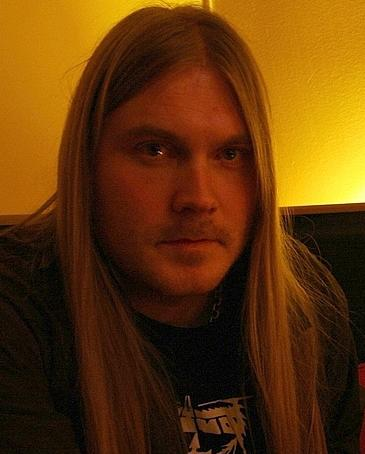
Ted Skjellum, guitariste sur l'album Nemesis Divina.

En 1996 Nemesis Divina fait l'effet d'une bombe dans le milieu du black metal. Une meilleure production, un album plus brutal, des mélodies jouées au synthétiseur et mêlés aux riffs de guitares, donnent à cet album un grand succès. Le titre Mother North, considéré comme l'un des hymnes du black metal[citation nécessaire], figure sur cet album ; un clip en a été tiré. Un des morceaux de l'opus est par ailleurs écrit par Fenriz du groupe Darkthrone tandis que Nocturno Culto, qui officie également dans Darkthrone, tient le poste de guitariste. Satyricon devient d'ailleurs, avec Mother North, l'un des premiers groupes black metal à tourner un vidéo-clip d'une de ses chansons (Immortal étant le premier). Le style est toujours majoritairement médiéval, mais on peut y déceler quelques passages industriels ou urbains, qui laissent présager un éventuel changement de direction par le groupe.
En attendant le prochain album, Satyr et Frost sortent deux EPs : Megiddo en 1997 et Intermezzo II en 1999 : deux coups d'épée dans l'eau, qui n'attireront pas de nouveaux auditeurs, voire en détourneront de Satyricon. Les mini-disques laissent penser que le groupe change d'orientation musicale : et c'est le cas.
Avec Rebel Extravaganza en 1999, le groupe se tourne vers le style plus urbain et surtout plus brutal, avec quelques passages évocateurs, tournés vers la musique industrielle. La « trilogie médiévale » était bel et bien bouclée, quand Satyr présente sous forme d'un coffret les trois vinyles, limité à 1 000 exemplaires, des trois premiers albums studio. Satyr expliquera dans des interviews qu'il voulait en finir avec le style « Conan »[Quoi ?] et les clichés du black metal de l'époque. Rebel Extravaganza est donc un album de la maturité qui ouvre sur de nouvelles expériences et de nouveaux horizons musicaux. La production est bien meilleure que sur les précédents albums et les riffs sont moins mélodiques. Ce nouvel album décevra les fans puristes, en attirera de nouveaux, mais la grande majorité des aficionados du groupe sont somme toute satisfaits par cet album.
En avril et mai 2000, Satyricon tourne avec Pantera. Phil Anselmo a déjà expliqué son amour inconditionnel pour le black metal, et a participé à Eibon avec le chanteur de Satyricon, Satyr. Ils sont anciennement signé au label de Daron Malakian, EatUrMusic.

### DeVolcanoàThe Age of Nero(2002–2008)
Volcano se fait attendre et sort en 2002. Il est lui aussi très différent de tous leurs albums précédents. La formule du groupe a changé à nouveau et cette fois, Volcano allie black « urbain », rock et même des échantillons de musique électronique et industrielle. On y retrouve aussi quelques éléments de thrash metal et de hard rock ce qui somme toute, fait de Volcano l'album le plus progressif de la formation à ce jour. Le disque reçut un bon accueil de la plupart des fans et marquait définitivement la séparation, déjà bien amorcée avec Rebel Extravaganza, entre le nouveau et l'ancien Satyricon. La formation enregistre également une deuxième vidéo, Fuel for Hatred, qui est le succès de l'album. Volcano est donc un album de black'n'roll. L'album remporte quatre prix : le Grammy norvégien dans la catégorie « meilleur album de metal », un Alarm Award pour la chanson Fuel for Hatred dans la catégorie « chanson de l'année », l'Alarm Award du « meilleur album de metal de l'année » et l'Oslo Award pour « meilleur album de tous les temps »,,.

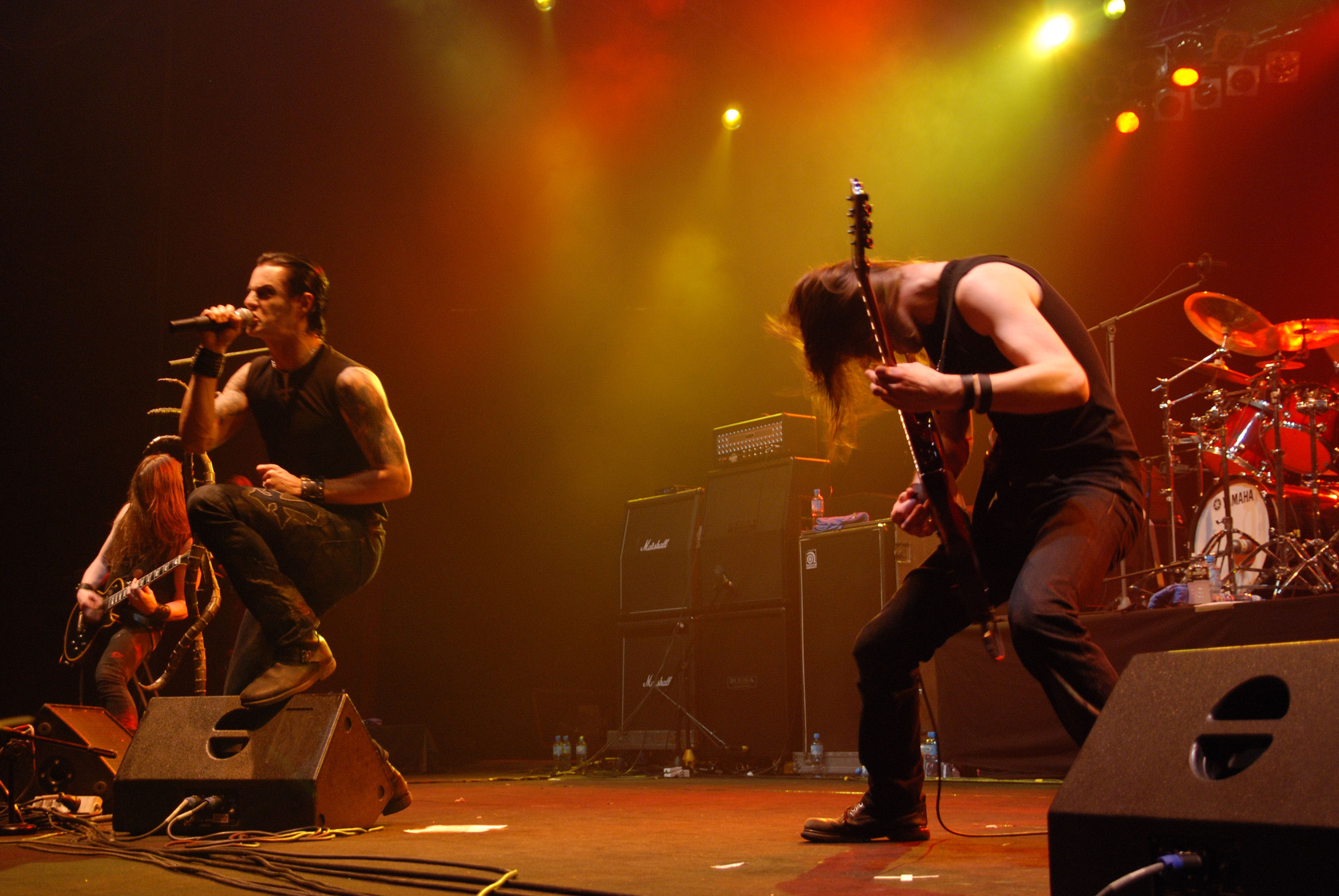
Satyricon au festival Metalmania, en 2008.

Leur album Now, Diabolical constitue une synthèse de leur carrière, il reprend un son plus crasseux des premiers albums, combiné au côté très rock de Volcano et industriel de Rebel Extravaganza. S'ensuivit le tournage de deux vidéos, K.I.N.G. et The Pentagram Burns. Leur signature sur le label major Roadrunner, leur choix de production ainsi que la conception commerciale couplet/refrain/chanson courte a soulevé un fort mécontentement dans la scène black metal, un mécontentement déjà très présent après la sortie de Rebel Extravaganza et Volcano. Le groupe est vu comme un groupe de « vendus », qui a accouché d'un album bien en dessous de la capacité des musiciens. Certains regrettent les albums précédents, d'autres regrettent simplement l'évolution musicale du groupe. Objectivement on peut dire que pour apprécier Now, Diabolical, il ne faut pas tenir compte des trois premiers albums.
Satyricon tourne beaucoup pour promouvoir chacun de ses albums, car il est un groupe de scène. Le groupe a ainsi tourné avec Gorgoroth et Dissection en 1996, Pantera en 2000 (Satyr se liera d'ailleurs d'amitié avec Phil Anselmo), Khold et Mortiis en 2002, 3 Inches of Blood en 2004, et Insomnium et Keep of Kalessin en 2006, Cradle of Filth en 2008.
Le 2 novembre 2008, le groupe publie son septième album, The Age of Nero, qui est précédé par l'EP My Skin Is Cold,. En avril 2009, en France, au cours du débat sur la loi Hadopi, le groupe est cité à la tribune de l'Assemblée nationale par le député PS Patrick Roy, afin d'expliquer à l'hémicycle qu'Internet a favorisé l'émergence et la diffusion de nouveaux groupes musicaux, tels que celui-ci.

### Satyricon(depuis 2010)

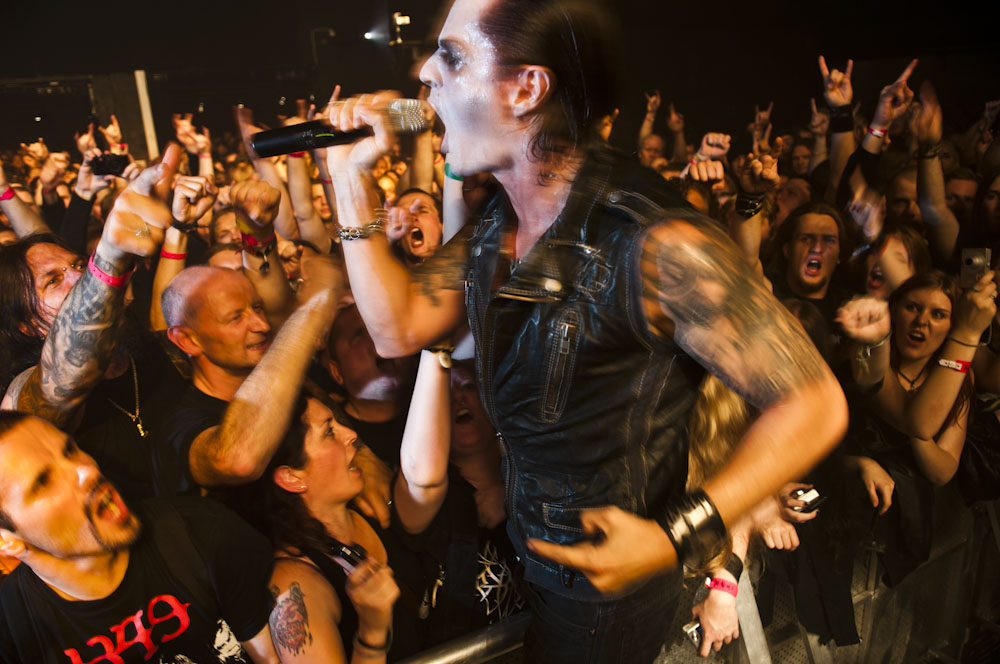
Satyricon sur scène en 2011.

Satyricon marque ensuite une pause de deux ans en 2010 pour se ressourcer et éventuellement retravailler sur de nouvelles idées. Ils effectuent quelques concerts en Amérique du Sud fin 2011.
En 2013, sort l'album éponyme, montrant une nouvelle évolution musicale. Le 8 septembre 2013, Satyricon enregistre Live at the Opera avec les chœurs de l'Opéra et du Ballet royal norvégien (Den Norske Opera & Ballett Operakoret) dans le cadre du Ultima Oslo Contemporary Music Festival. L'album de l'enregistrement sortira en 2015 sur le label autrichien Napalm Records.
Au début du mois d'octobre 2015, Satyr annonce via son compte Instagram qu'il est atteint d'une tumeur cérébrale bénigne, qui ne sera opérée qu'en cas d'aggravation. Il dit également travailler à l'élaboration de nouvelles compositions pour le groupe.

## Membres

### Membres actuels
- Sigurd « Satyr » Wongraven – chant, guitare, clavier, basse (depuis 1991)
- Kjetil-Vidar « Frost » Haraldstad – batterie (depuis 1993)

### Membres live actuels
- Steinar « Azarak » Gundersen – guitare (depuis 1999)
- Anders « Neddo » Odden – basse (depuis 2013)
- Anders Hunstad – clavier (2011-2013, depuis 2014)
- Attila Vörös- guitares (depuis 2017)

### Anciens membres
- Ted « Kveldulv » Skjellum – guitare (1996-1997)
- Tomas « Samoth » Haugen – basse (1993-1996)
- Carl-Michael « Exhurtum » Eide – batterie (1991-1992)
- Vegard « Wargod » Blomberg – basse (1991-1992)
- Håvard « Lemarchand » Jørgensen – guitare (1991-1993)

### Anciens membres live
- Dirk Verbeuren – batterie (2014)
- Trym Torson – batterie (2004)
- Joey Jordison – batterie (2004)
- Job Bos – clavier (2013-2014)
- Jonna Nikula – clavier (2003-2011)
- Ivar Bjørnson – clavier (2003)
- Brynjulv Guddal – clavier (2003)
- Kine Hult – clavier (2000-2002)
- Ihsahn – clavier
- Diogo Bastos – guitare (2013-2015)
- Gildas Le Pape – guitare (2008-2013)
- Schoft – guitare (2007)
- Obsidian Claw – guitare (2002-2007)
- Cyrus – guitare (2000-2002)
- Sanrabb – guitare (1999)
- Tchort – guitare (1997-1999)
- Død – guitare (1996-1999)
- Silmaeth – basse (2011-2012)
- Brice Leclercq – basse (2009-2011)
- Victor Brandt – basse (2008)
- Lars K. Norberg – basse (2002-2007)
- Jan Erik « Tyr » Torgensen – basse (2000)
- Richard Cabeza – basse (1997)
- Kenneth Svartalv – basse (1996)

## Discographie

### Albums studio
- 1993 : Dark Medieval Times
- 1994 : The Shadowthrone
- 1996 : Nemesis Divina
- 1999 : Rebel Extravaganza
- 2002 : Volcano
- 2006 : Now, Diabolical
- 2008 : The Age of Nero
- 2013 : Satyricon
- 2017 : Deep Calleth Upon Deep
- 2022 : Satyricon & Munch

### Démos
- 1992 : All Evil
- 1993 : The Forest Is My Throne

### EPs
- 1997 : Megiddo
- 1999 : Intermezzo II
- 2008 : My Skin Is Cold

### Split
- 1995 : The Forest is my Throne (split avec Enslaved)

### Compilations
- 2002 : Ten Horns - Ten Diadems

### Coffret
- 1997 : Picture LP Box Set

### Singles
- 2006 : The Pentagram Burns
- 2006 : K.I.N.G
- 2008 : Black Crow on a Tombstone

### Bootlegs
- 2000 : Protect the Wealth of the Elite
- 2000 : Live in New York
- 2002 : Live In Stockholm
- 2002 : Black Lava in the North
- 2006 : Pesten 1996

### Live
- 2015 : Live at the Opera

### Vidéographie
- Mother North (1997)
- Fuel For Hatred (2002)
- K.I.N.G  (2006)
- The Pentagram Burns (2006)
- Black Crow on a Tombstone (2008)